# Exorista curriei
Exorista curriei är en tvåvingeart som först beskrevs av Charles Howard Curran 1938.  Exorista curriei ingår i släktet Exorista och familjen parasitflugor. Inga underarter finns listade i Catalogue of Life.